# Збройний конфлікт на Північному Кавказі
Збройний конфлікт на території Північного Кавказу (з 2009) — воєнні зіткнення між повстанцями різних націоналістичних ісламістських угруповань, ІДІЛ і силовиками РФ на території Північного Кавказу, що тривають після скасування режиму контртерористичної операції в Чеченській республіці та поширилися на увесь Північний Кавказ.

## Хронологія

### Чечня
Згідно з російськими даними — з квітня 2009 року (тоді ж відбулося офіційне завершення антитерористичної операції в Чечні) по квітень 2010 року на території республіки було знищено 97 російських військовослужбовців; Урядові війська вбили 189 осіб, котрі стверджували що є бойовиками чи їх співробітниками.
Під час найбільшого теракту 2014 року було вбито 26 співробітників сил безпеки і 24 підозрюваних бойовиків.

### Дагестан
За час конфлікту Дагестан має найвищий рівень насилля та екстремізму серед республік Північного Кавказу.
Згідно заявам МВС Росії — за час бойових дій було скоєно 399 терористичних актів, 242 з них — в Дагестані.

### Кабардино-Балкарія
Бойові дії в Кабардино-Балкарії почалися на початку 2000-х років і були очолені групою «Ярмук», котра стала дуже популярною в умовах переслідування праведних мусульман поліцією і силами безпеки.
У жовтні 2005 року невеликий загін бойовиків здійснив наліт на столицю республіки м. Нальчик, де було вбито 142 людини. Більше того — партизани вчиняли численні вбивства урядовців і співробітників правоохоронних органів.
На кінець 2010 і на початку 2011 років в республіці відбулися спалахи насилля причиною яких стала смерть Анзора Астемірова, однієї з головних фігур Імарату Кавказ і голови Об'єднаного вілаяту Кабарди, Балкарії і Карачаю. Нові лідери партизанського руху Кабардино-Балкарії Аскер Джаппуєв і Ратмір Шамі віддали перевагу більш агресивному підходу до справи: одразу ж бойовиками було вбито кількох мирних жителів республіки, у тому числі російських туристів. У відповідь, тіньова група співробітників російських спецслужб під назвою «чорні яструби» загрожувала членам сімей деяких ісламістів[джерело?].
Джаппуєва і Шамі було вбито під час спеціальної операції сил безпеки у квітні 2011 року.
Повідомлялося, що протягом всього 2014 року в республіці загинуло 49 осіб (бойовики, сили безпеки і цивільні).

### Північна Осетія
9 вересня 2010 на переповненому ринку у Владикавказі, столиці Північної Осетії, відбулася серія нападів в результаті яких загинуло 19 дорослих та дітей і поранено більш ніж 190 людей. Президент Медведєв відповів на це гучними заявами. Вілаят Галгайче взяв на себе відповідальність, зробивши заяву, що напад був спрямований проти «осетинських невірних» на «окупованих інгушських землях».

## Жертви
| Рік   | Вбито | Поранено |
| ----- | ----- | -------- |
| 2009  | 508   | 574      |
| 2010  | 754   | 956      |
| 2011  | 750   | 628      |
| 2012  | 700   | 525      |
| 2013  | 529   | 457      |
| 2014  | 341   | 184      |
| 2015  | 209   | 49       |
| 2016  | 202   | 85       |
| 2017  | 119   | ?        |
| Total | 4,112 | 3,458+   |